# Redemptoris custos

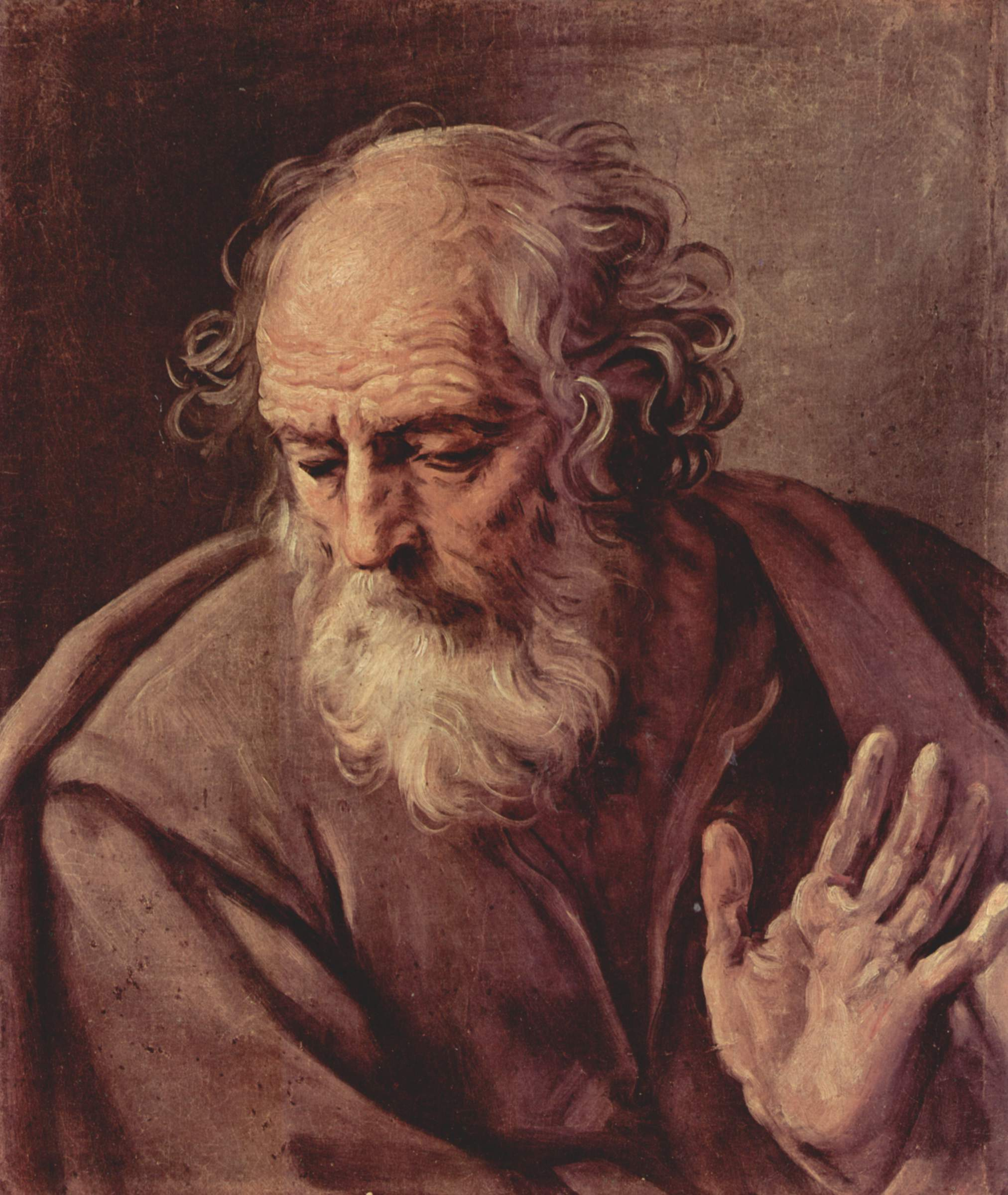
Guido Reni: Der heilige Josef, 1640–1642 (typische Darstellung der Barockzeit)

Das Apostolische Schreiben Redemptoris custos von Papst Johannes Paul II. über Gestalt und Sendung des heiligen Josef im Leben Christi und der Kirche wurde am 15. August 1989 veröffentlicht. Das Rundschreiben erschien zum 100. Jahrestag der Enzyklika Quamquam pluries von Papst Leo XIII. Bei der Ausarbeitung war der Exeget und Josephologe Tarcisio Stramare wesentlich beteiligt.

## Inhaltsübersicht
- Einleitung
- I. Die Darstellung des hl. Josef im Evangelium

- Die Ehe mit Maria

- II. Der Hüter des Geheimnisses Gottes

- Der Dienst der Vaterschaft
- Die Volkszählung
- Die Geburt in Betlehem
- Die Beschneidung
- Die Namensgebung
- Die Darstellung Jesu im Tempel
- Die Flucht nach Ägypten
- Jesus im Tempel
- Aufziehen und Erziehung des Jesus von Nazaret

- III. Der gerechte Mann – Der Gemahl Mariens
- IV. Die Arbeit als Ausdruck der Liebe
- V. Der Vorrang des Innenlebens
- VI. Patron der Kirche unserer Zeit
- Anmerkungen

## Zum allgemeinen Josefverständnis
Johannes Paul II. vertieft und bestärkt in diesem Rundschreiben die Aussagen von Quamquam pluris und geht sehr gründlich auf die Stellung des Heiligen Josef in der Kirche ein. Er stellt die göttliche Verbindung zu Maria her, die er auch schon in seiner Enzyklika Redemptoris Mater gewürdigt hatte. So schreibt er hier:

„Der erste Hüter dieses göttlichen Geheimnisses ist Josef, zusammen mit Maria. Zusammen mit Maria - und auch in Beziehung zu Maria - hat er, und zwar von allem Anfang an, teil an diesem entscheidenden Ereignis der Selbstoffenbarung Gottes in Christus. Wenn wir nun die Berichte beider Evangelisten, Matthäus und Lukas, vor Augen haben, können wir auch sagen, dass Josef der erste ist, der am Glauben der Gottesmutter teilhat, und dass er dadurch seine Frau im Glauben an die göttliche Verkündigung unterstützt. Er ist es auch, der von Gott als erster auf den „Pilgerweg des Glaubens“ gestellt wurde, auf dem Maria - vor allem seit Golgota und Pfingsten - in vollkommener Weise, vorangegangen ist (vergl. Lumen gentium Nr. 63 und Dei Verbum Nr. 2)“

## Herausragende Bedeutung
Der Papst hebt die herausragende Bedeutung des Hl. Josef hervor, die mit der Ehe Marias begründet wird, denn die Ehe ist die höchste Gemeinschaft und Freundschaft, mit der sich ihrer Natur nach die Gütergemeinschaft verbindet. Daraus ergibt sich, dass Gott, wenn er Josef der Jungfrau zum Mann gegeben hat, ihn ihr nicht nur als Lebensgefährten, Zeugen ihrer Jungfräulichkeit und Beschützer ihrer Ehre gegeben hat, sondern auch, damit er durch den Ehevertrag an ihrer herausragenden Größe teilhabe (vergl. Quamquam pluris).

## Patronate
Wie schon seine Vorgänger, so hob auch Johannes Paul II. die besonderen Patronate und Würdigungen des hl. Josef hervor: Sixtus IV. hatte das Fest des heiligen Josef eingeführt, Pius IX. ernannte ihn zum Patron der katholischen Kirche, 1955 wurde durch Pius XII. der 1. Mai zusätzlich als Festtag „Josef, des Arbeiters“ festgelegt und Johannes XXIII. hatte Josef als Schutzpatron des Zweiten Vatikanischen Konzils erkoren.

## 100. Jahre „Quamquam pluris“
Johannes Paul II. bringt abschließend in Erinnerung, dass es Papst Leo XIII. war, der die katholischen Gläubigen mit der Enzyklika Quamquam pluris vor nun einhundert Jahren aufgefordert habe,

„um den Schutz des hl. Josef, des Patrons der ganzen Kirche, zu beten. Seit damals erfleht die Kirche - wie ich eingangs erwähnt habe - wegen jener heiligen Liebesbande, die ihn an die unbefleckte Jungfrau und Gottesmutter banden, den Schutz des hl. Josef und empfiehlt ihm alle ihre Sorgen, auch hinsichtlich der Bedrohungen, die über der ganzen Menschheitsfamilie liegen.“